# Maywood (Kalifornija)
Maywood je grad u američkoj saveznoj državi Kalifornija. Prema popisu stanovništva iz 2010. u njemu je živjelo 27.395 stanovnika.